# Crematogaster iridipennis
Crematogaster iridipennis är en myrart som beskrevs av Smith 1865. Crematogaster iridipennis ingår i släktet Crematogaster och familjen myror. Inga underarter finns listade i Catalogue of Life.